# 久米義昌
久米 義昌（くめ よしまさ）は、戦国時代の武将。

## 略歴
鑓場の戦いで父が戦死すると、家臣・上田井出雲に庇護され、播磨国の縁者を頼り、赤松氏のもとに身を寄せた。
後に阿波国に戻って蜂須賀正勝の家臣となった。天正13年（1585年）の四国攻めで、当時は長宗我部方だった一宮城の攻略に参戦し、断水による水攻めを進言したという。
文禄2年（1593年）、亡き父が携わった善学寺を再建した。